# Holmes County, Mississippi
Holmes County är ett administrativt område i delstaten Mississippi, USA. År 2010 hade countyt  19 198 invånare. Den administrativa huvudorten (county seat) är Lexington.

## Geografi
Enligt United States Census Bureau har countyt en total area på 1 979 km². 1 958 km² av den arean är land och 21 km² är vatten. 

### Angränsande countyn
- Carroll County - nord
- Attala County - öst
- Yazoo County - syd
- Humphreys County - väst
- Leflore County - nordväst